# Confederazione di Gaya
Gaya (가야?, 加倻?, GayaLR; pronuncia coreana [ka.ja]) era una confederazione di comunità nel bacino del Nakdong nella Corea meridionale, che ebbe origine dalla confederazione di Byeonhan del periodo Samhan. Il periodo tradizionale usato dagli storici per la cronologia di Gaya è 42-532 d.C. Secondo le prove archeologiche, nel III e IV secolo alcune delle città-stato di Byeonhan si evolsero nella confederazione Gaya, che fu in seguito annessa da Silla, uno dei Tre Regni di Corea. Le singole comunità che componevano la confederazione Gaya sono state caratterizzate come piccole città-stato. I resti materiali della cultura di Gaya consistono principalmente di sepolture e dei loro contenuti di beni mortuari che sono stati scavati dagli archeologi. Questi ultimi interpretano i cimiteri delle sepolture a tumulo della fine del III e dell'inizio del IV secolo, quali Daeseong-dong a Gimhae e Bokcheon-dong a Busan, come i campi delle sepolture reali delle entità statali di Gaya.

## Nomi
A causa dell'imprecisione della trascrizione delle parole coreane in hanja, le fonti storiche usano una varietà di nomi, inclusi Kaya, Garak (가락?, 駕洛, 迦落?), Gara (가라?, 加羅, 伽羅, 迦羅, 柯羅?), Garyang (가량?, 加良?) e Guya (구야?, 狗耶?).

## Storia
Secondo una leggenda registrata nel Samguk Yusa scritto nel XIII secolo, nell'anno 42 d.C., sei uova discesero dal cielo con il messaggio che sarebbero diventate dei re. Nacquero sei ragazzi, e nel giro di 12 giorni raggiunsero la maturità. Uno di loro, chiamato Suro, divenne il re di Geumgwan Gaya, e gli altri cinque fondarono i rimanenti cinque regni di Gaya, ossia Daegaya, Seongsan Gaya, Ara Gaya, Goryeong Gaya e Sogaya.
Le comunità di Gaya evolsero dalle strutture di carattere essenzialmente politico delle dodici tribù dell'antica Byeonhan, una delle confederazioni di Samhan.  Questi domini dalla debole organizzazione si trasformarono in sei gruppi di Gaya, incentrati intorno a Geumgwan Gaya. Sulla base delle fonti archeologiche nonché delle limitate testimonianze scritte, gli studiosi come Sin hanno identificato la fine del III secolo come periodo di transizione da Byeonhan a Gaya, con la crescita dell'attività militare ed il mutamento delle usanze funerarie. Sin sostiene inoltre che questo processo fu associato alla sostituzione della precedente élite in alcuni principati (compreso Daegaya) da parte di elementi di Buyeo, che portarono un'ideologia ed uno stile di governo più militarista.
La Confederazione di Gaya si disintegrò sotto la pressione di Goguryeo fra il 391 ed il 412 d.C., anche se le ultime comunità rimasero indipendenti finché furono conquistate da Silla nel 562 d.C., come punizione per aver aiutato Baekje in una guerra contro Silla (vedi Daegaya).

## Economia

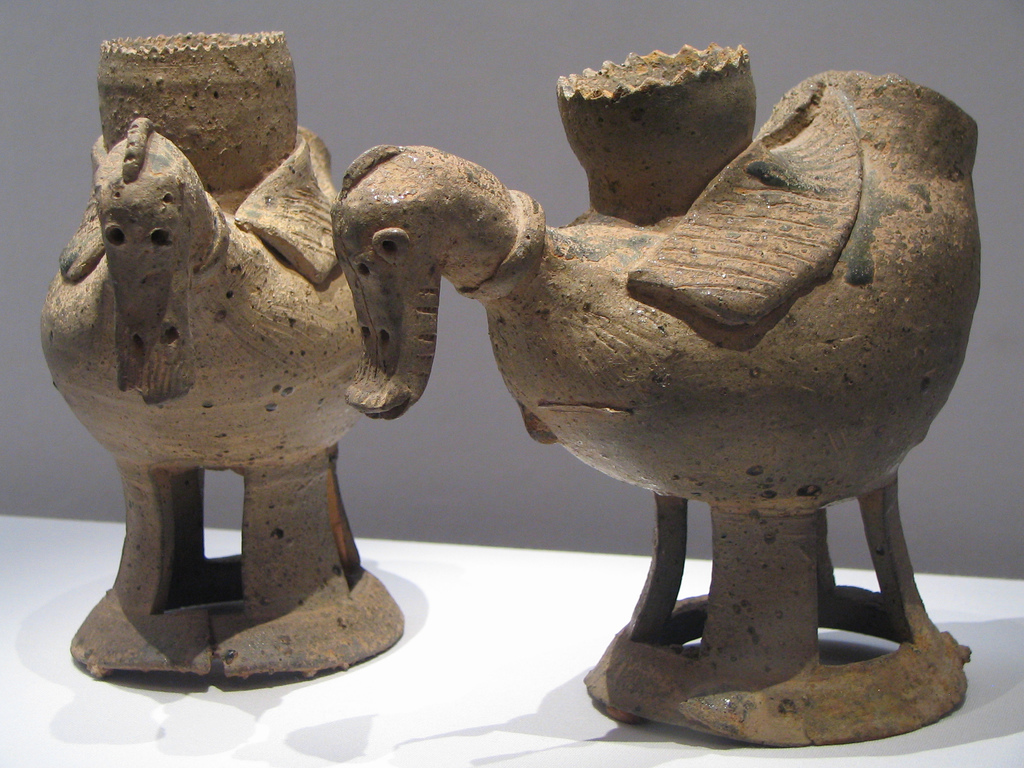
Ceramiche di Gaya a forma di anatra, V o VI secolo.

Le comunità di Gaya erano situate nelle piane alluvionali delle valli degli affluenti e dell'imboccatura del Nakdong. In particolare, l'imboccatura del Nakdong ha pianure fertili, accesso diretto al mare e ricchi depositi ferrosi. Le comunità di Gaya avevano economie basate sull'agricoltura, sulla pesca, sulla lavorazione dei metalli e sul commercio a lunga distanza. Erano particolarmente note per la loro capacità di lavorare il ferro, come era stata Byeonhan prima di loro. Le comunità di Gaya esportavano abbondanti quantità di minerale di ferro, di armature di ferro e di altre armi verso Baekje ed il Regno di Wa nel Giappone del periodo Yamato. Al contrario dei legami in gran parte commerciali e non politici di Byeonhan, sembra che le comunità di Gaya abbiano tentato di mantenere anche forti legami politici con quei regni.

## Politica
Varie fonti storiche antiche elencano numerose comunità di Gaya. Ad esempio, Goryeo Saryak (고려사략; 高麗史略) ne elenca cinque: Geumgwan Gaya, Goryeong Gaya, Bihwa Gaya, Ara Gaya e Seongsan Gaya.
Le varie comunità di Gaya formarono nel II e III secolo una confederazione che era imperniata sulla regione centrale di Geumgwan Gaya nella moderna Gimhae. Dopo un periodo di declino, la confederazione fu riportata in auge nel passaggio dal V al VI secolo, questa volta concentrata intorno a Daegaya nella moderna Goryeong. Tuttavia, essa non fu in grado difendersi contro le incursioni e gli attacchi del vicino Regno di Silla.
Le relazioni politiche e commerciali con il Giappone sono oggetto di controversia. Le prove archeologiche suggeriscono che a quel tempo le comunità di Gaya erano il principale esportatore di tecnologia e cultura verso Kyushu. I pubblicisti giapponesi durante il XX secolo si basavano sul controverso  Nihonshoki, che afferma che Gaya (chiamata Mimana o anche Kara in giapponese) era un avamposto militare del Giappone durante il periodo Yamato (300-710). Tuttavia, questa teoria è ampiamente rifiutata anche in Giappone, in quanto non vi era alcuna dinastia giapponese all'epoca che avesse un potere militare abbastanza forte da conquistare Gaya o qualsiasi altra parte della Corea. La tecnologia di Gaya era molto più avanzata di quella delle dinastie giapponesi del tempo. Sebbene non vi sia assolutamente alcuna prova a sostegno di questa opinione, essa nondimeno è stata difesa varie volte dalla stampa giapponese per giustificare la colonizzazione della Corea (1910-1945).

## Galleria d'immagini

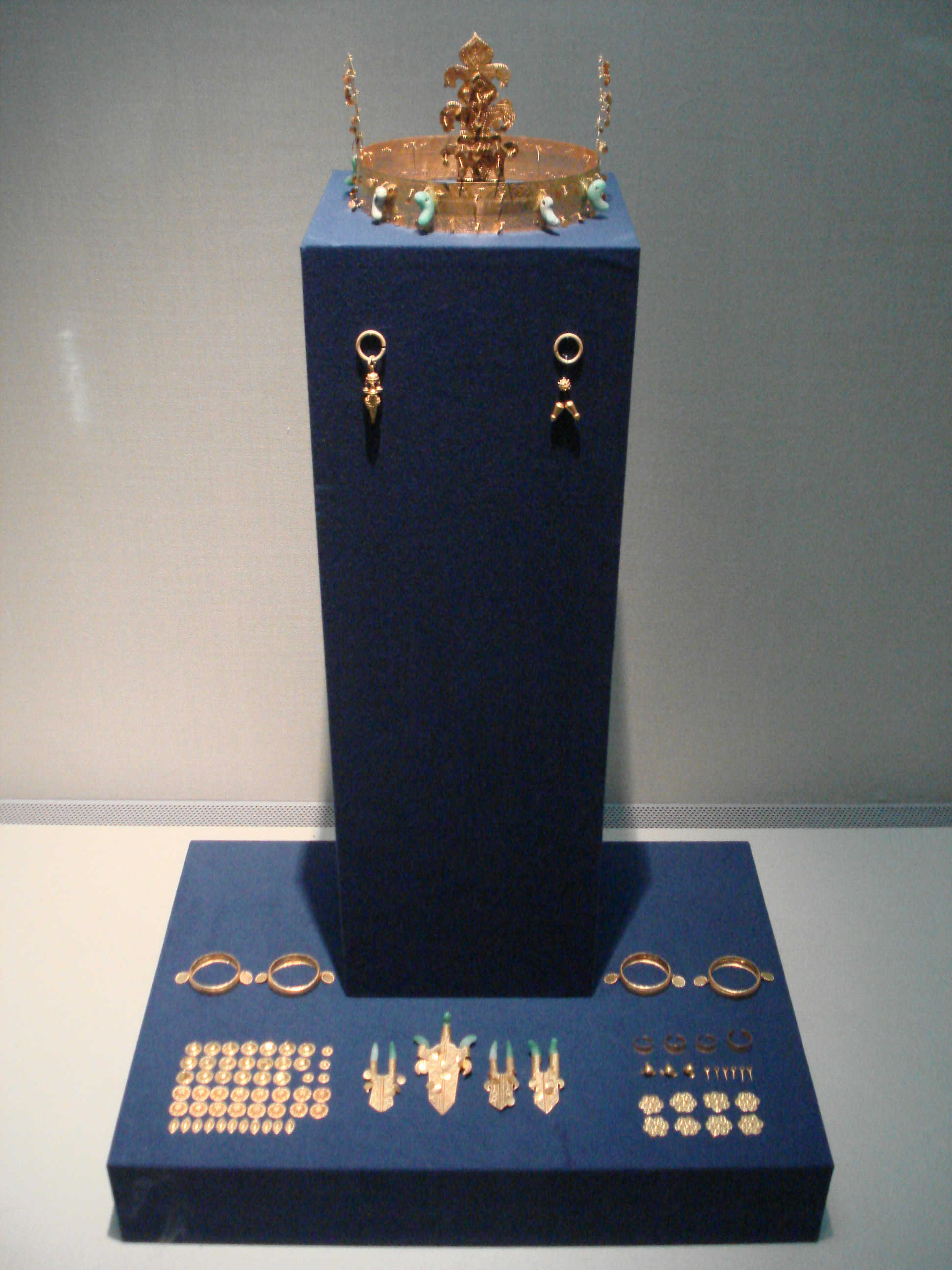
Corona d'oro e accessori.
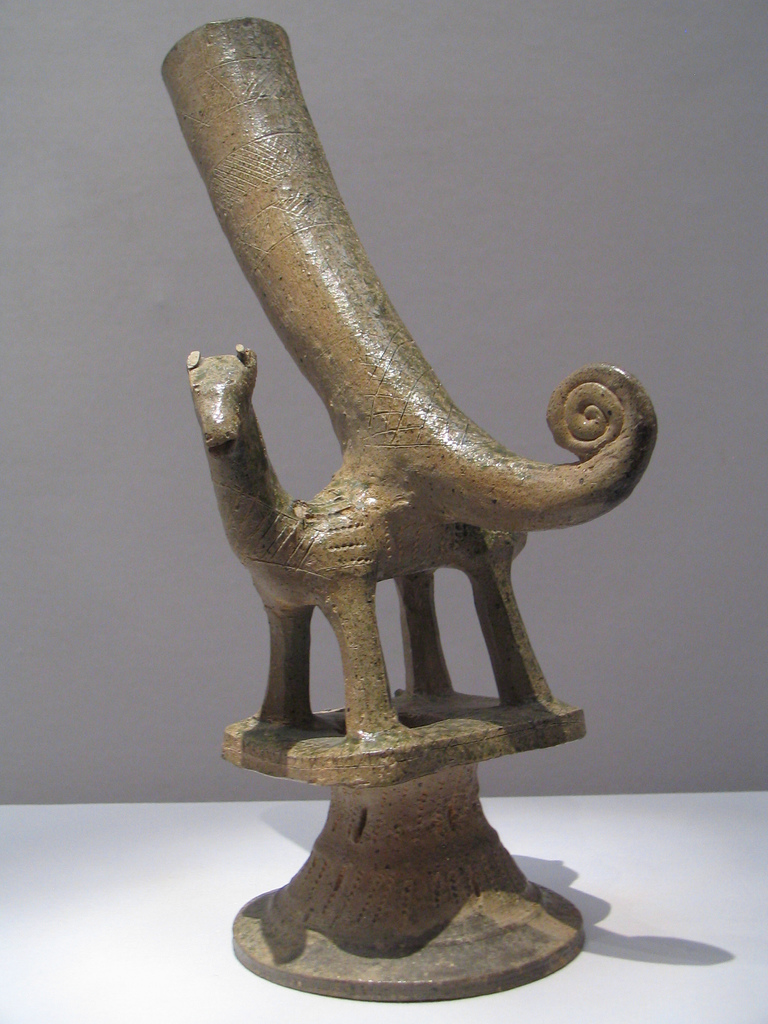
Tazza a forma di corno da Gaya che potrebbe illustrare collegamenti della cultura persiana con la Corea, attraverso la Via della Seta.
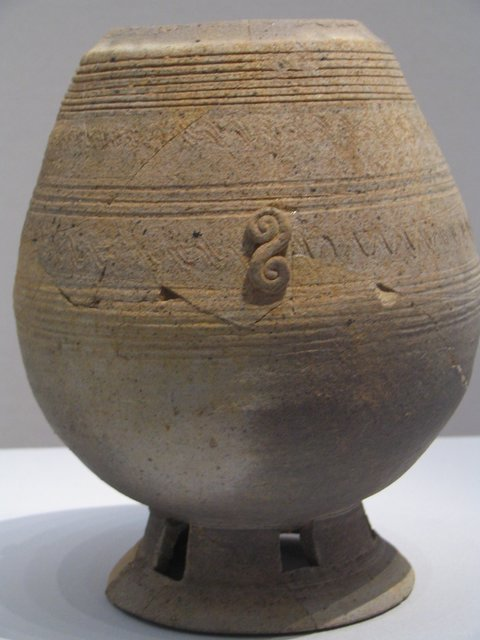
Ceramica di Gaya nel Museo Nazionale di Korea.
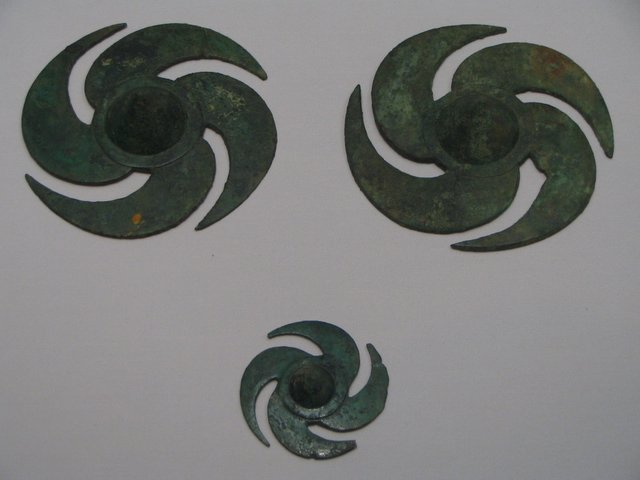
Ornamenti per scudi portati alla luce dal sito cimiteriale di Daeseong-dong a Gimhae.
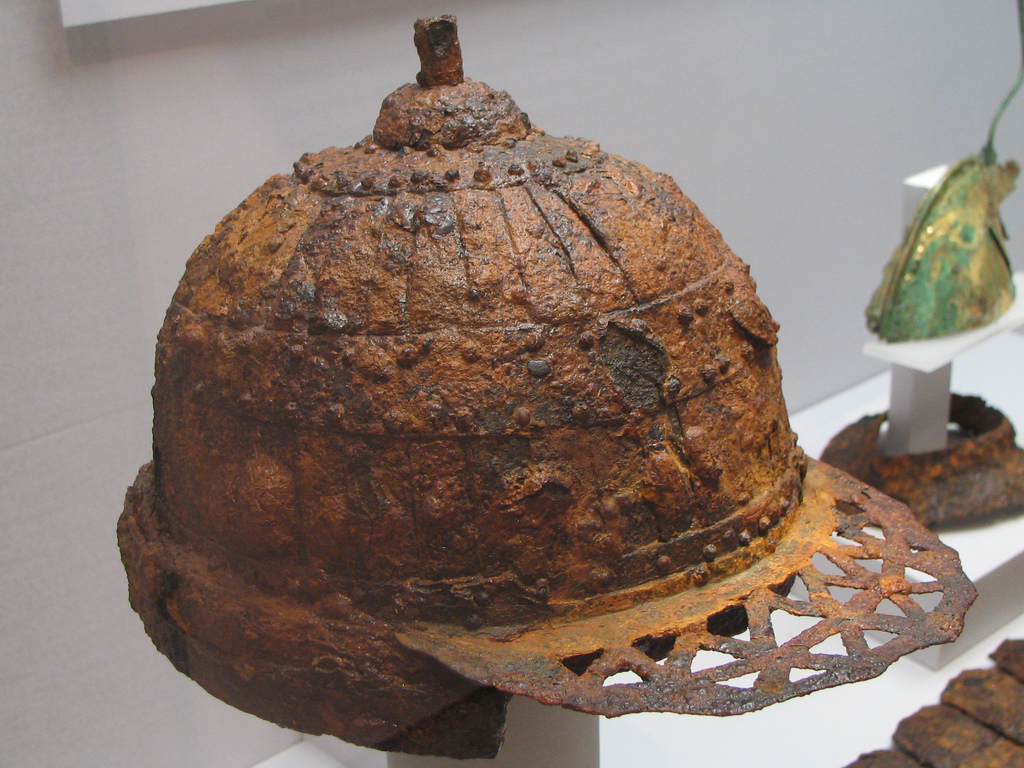
Questo elmo di ferro illustra l'abilità nella lavorazione del ferro e l'importanza di questo metallo nella valle del fiume Nakdong.
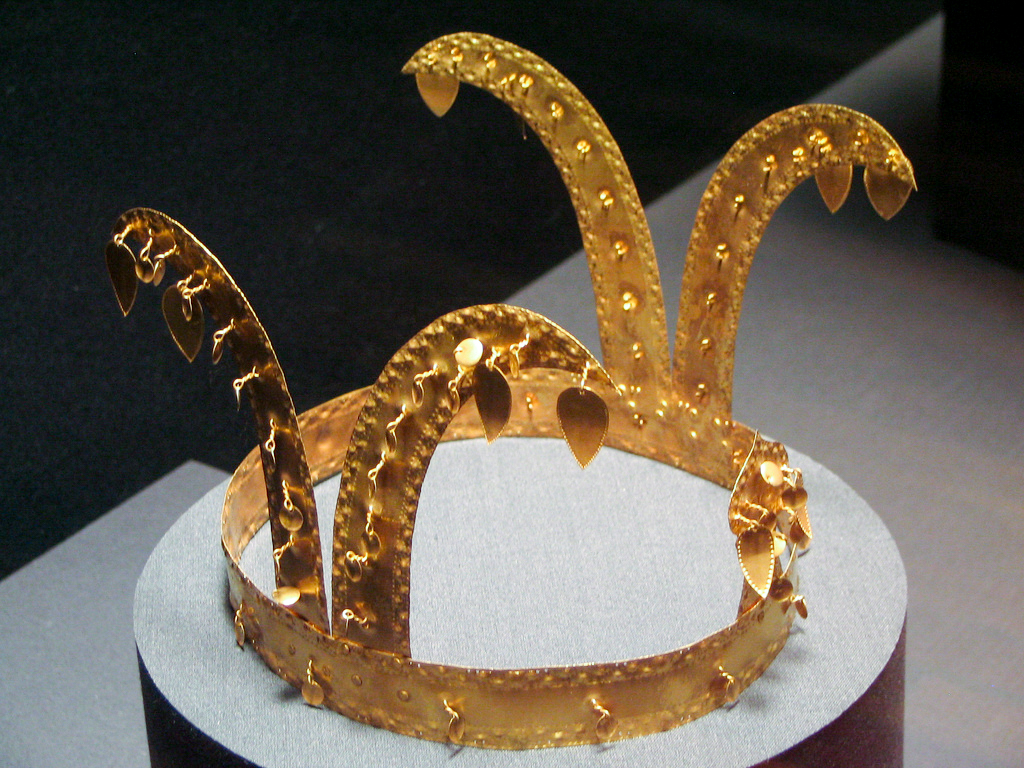
Corona di Gaya.
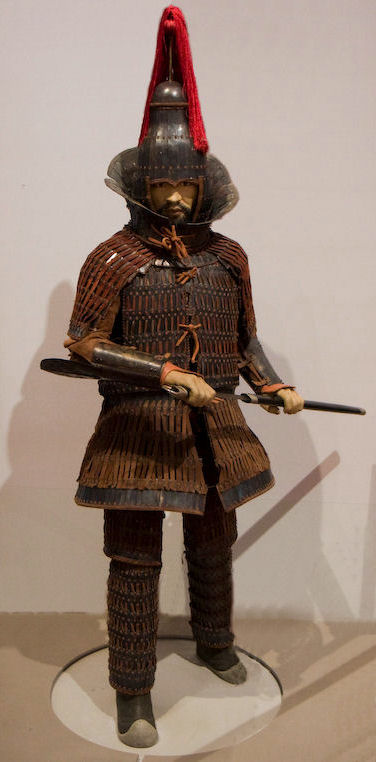
Un soldato di Gaya.